# نادي ليمنجتون
نادي ليامينغتون لكرة القدم هو نادٍ رياضي يقع في مدينة ليامينغتون سبا بمقاطعة وركشير في إنجلترا. يشارك الفريق حالياً في دوري الدرجة الوطنية الشمالية، ويُقام مبارياته على ملعب نيو ويندميل الواقع بالقرب من منطقة بيشوبز تاشبروك.

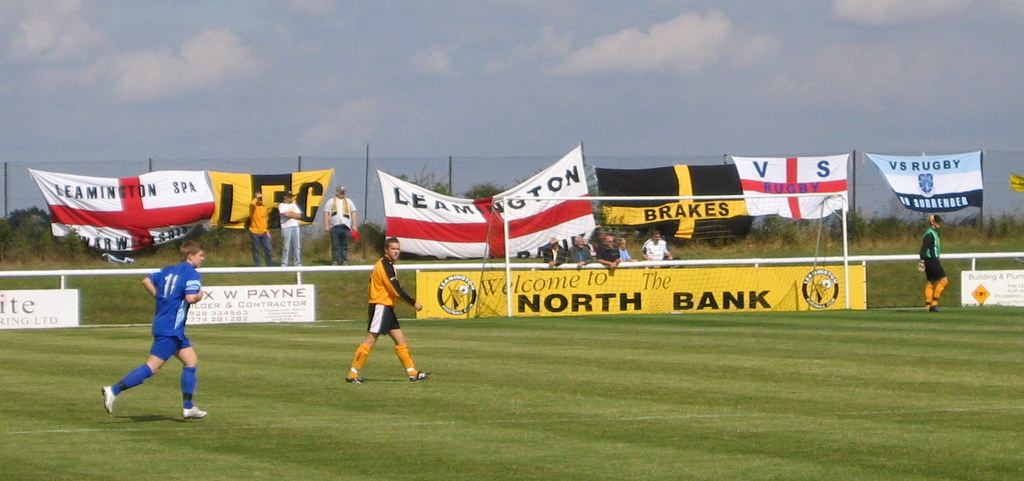
مشجعو نادي ليامينغتون يعرضون أعلامهم في ملعب نيو ويندميل

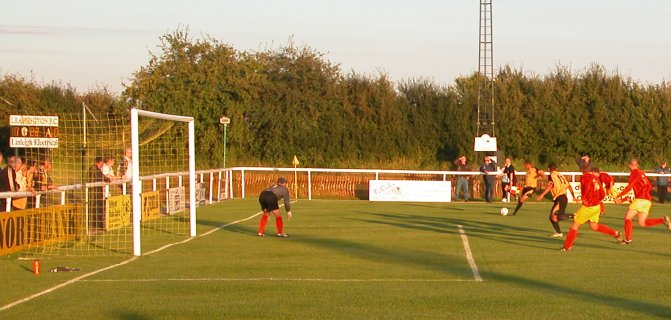
مباراة ليامينغتون ضد بانبري في ملعب نيو ويندميل، نهاية الجانب الشمالي

## تاريخ النادي
تأسس النادي عام 1933 كفريق عمل لشركة لوكهيد بورغ آند بيك، واكتسب لقب “الفرامل” نسبةً إلى المنتجات التي تصنعها الشركة. بدأ الفريق اللعب في دوري ووريك والمنطقة، قبل أن ينضم إلى دوري كوفنتري ووركس لموسم 1934–35. في عام 1940 انتقل النادي إلى دوري ليمينغتون والمنطقة، لكنه عاد بعد عامين إلى دوري كوفنتري ووركس. في عام 1944 انضم إلى دوري كوفنتري والمنطقة. وفي عام 1947 غُيّر اسم النادي إلى “لوكهيد ليمينغتون” عند انضمامه إلى دوري الهواة المركزي. بعد تحقيق المركز الثالث مرتين، انضم النادي إلى دوري برمنغهام كومبينيشن عام 1949. في عام 1954 أُلغِي الدوري، فانضم ليمينغتون، كمعظم الأندية، إلى دوري برمنغهام والمنطقة. شارك في القسم الجنوبي لموسم انتقالي، وحل وصيفاً له، مما أهلّه للمشاركة في القسم الأول في الموسم التالي. في عام 1960 تم تقليص الدوري إلى قسم واحد، وفاز النادي بلقب البطولة موسم 1961–62.
في عام 1962 أُعيد تسمية دوري برمنغهام والمنطقة إلى دوري ويست ميدلاندز الإقليمي، وحافظ ليمينغتون على لقبه في موسم 1962–63، لاحقًا انضم إلى دوري ميدلاند. وبعد أن حل ثالثاً في موسمه الأول، توج بلقب الدوري موسم 1964–65. استمر النادي في الدوري حتى عام 1971 حين انتقل إلى القسم الأول الشمالي من دوري الجنوب. وعندما أُعيدت تسمية شركة لوكهيد إلى “أوتوموتيف برودكتس” عام 1973، تغيّر اسم النادي إلى “إيه بي ليمينغتون”. في أول موسم تحت الاسم الجديد، فاز النادي بكأس دوري الجنوب. في موسم 1974–75 وصلوا إلى الدور الأول من كأس الاتحاد الإنجليزي لأول مرة، وخسروا 2–1 على أرضهم أمام ساوثند يونايتد. وكرروا الوصول إلى الدور الأول في الموسم التالي، وخسروا 3–2 أمام ستافورد رينجرز بحضور جماهيري قياسي بلغ 3200 متفرج. أنهى الفريق الموسم وصيفاً في القسم الأول الشمالي، مما أهلّه للصعود إلى الدرجة الممتازة.
في موسم كأس الاتحاد الإنجليزي 1977–78، وصل “إيه بي ليمينغتون” إلى الدور الثاني؛ بعد فوزه على إندربي تاون 6–1 في الدور الأول، أُسحب له مواجهة ضد ساوثند في الدور الثاني. انتهت المباراة الأولى على ملعب ويندميل بالتعادل 0–0، وخسر النادي 4–0 في الإعادة على ملعب روتس هول. وصلوا للدور الثاني مجدداً في الموسم التالي، وخسروا 1–0 على أرضهم أمام توركواي يونايتد. رغم ذلك، كان المركز السابع في الدوري كافياً لضمان انضمامهم إلى دوري التحالف بريميير، الدرجة الوطنية غير التابعة للدوري الإنجليزي لكرة القدم.
واجه النادي صعوبات في الدوري الجديد، حيث حل في المراكز الخمسة الأخيرة في أول موسمين، ثم أنهى الموسم 1981–82 في المركز الأخير، مما أدى إلى هبوطه مجدداً إلى الدرجة الممتازة في دوري الجنوب. ورغم فوزه بالدرجة الممتازة في الموسم التالي، تم رفض ترقية النادي بسبب عدم استيفاء ملعب ويندميل لمعايير الملعب.
في موسم 1983–84، وصل ليمينغتون إلى الدور الأول من كأس الاتحاد الإنجليزي وخسر 1–0 أمام جيلينغهام، كما فاز بكأس الدوري وكأس الأبطال. لكن الموسم التالي 1984–85 أنهى فيه الفريق في المركز الأخير للدرجة الممتازة وهبط إلى القسم الميدلاند، وحينها تم حذف جزء “AP” من الاسم. في الموسمين التاليين حل النادي ضمن أقل فريقين في القسم الميدلاند، وبعد الموسم الثاني هبط إلى الدرجة الممتازة لدوري ميدلاند كومبينيشن. وبعد خسارته لملعب ويندميل، توقف النشاط في نهاية موسم 1987–88.
في عام 2000 أعيد تفعيل النادي وانضم إلى الدرجة الثانية من دوري ميدلاند كومبينيشن. فازوا بالدرجة الثانية من المحاولة الأولى، وحلوا وصيفين في الدرجة الأولى في الموسم التالي، مما أهلهم للصعود إلى الدرجة الممتازة. بعد تحقيق المركز الثالث في موسم 2002–03، حل النادي وصيفاً في الدرجة الممتازة موسم 2003–04 وفاز بلقب الدوري في الموسم التالي، محققاً الصعود إلى دوري ميدلاند أليانس. في موسم 2005–06 شاركوا في كأس الاتحاد الإنجليزي لأول مرة منذ إعادة التأسيس، ووصلوا إلى الدور الأول، حيث خسروا 9–1 أمام كولشستر يونايتد. توّج النادي بلقب دوري ميدلاند أليانس في الموسم التالي، وفاز أيضاً بكأس الدوري، وصعد إلى القسم الأول (ميدلاند) من دوري الجنوب. في أول موسم لهم في دوري الجنوب أنهى الفريق وصيفاً، وتأهل إلى التصفيات النهائية للترقية؛ وبعد فوزه 1–0 على روشال أولمبيك في نصف النهائي، خسر 2–1 أمام ستوربريدج في النهائي.لكنهم فازوا بلقب القسم الأول (ميدلاند) في موسم 2008–09 وصعدوا إلى الدرجة الممتازة.
أنهى ليمينغتون الموسم 2010–11 في المركز الخامس بالدرجة الممتازة، لكنه خسر 3–1 أمام هيدنزفورد تاون في نصف نهائي التصفيات. بعد موسمين، تُوّج بطلًا لدوري الجنوب، وحصل على الترقية إلى دوري المؤتمر الشمالي. بعد أن حل في المركز الثالث عشر في موسمه الأول، أنهى النادي موسم 2014–15 في منطقة الهبوط وهبط مجدداً إلى دوري الجنوب. أنهى الموسم 2015–16 في المركز الخامس ووصل إلى نهائي التصفيات بعد الفوز بركلات الترجيح على ريدديتش يونايتد 3–1، لكنه خسر النهائي 2–1 أمام هانجرفورد تاون. في الموسم التالي حل وصيفاً في الدرجة الممتازة، وبعد فوزه 1–0 على سلوق تاون في نصف النهائي، تغلب على هيتشين تاون 2–1 في النهائي ليضمن الصعود مجدداً إلى دوري الوطني الشمالي المُعاد تسميته. في موسم 2022–23 حل النادي ثالثاً من القاع في دوري الوطني الشمالي وهبط إلى القسم المركزي الممتاز من دوري الجنوب. في الموسم التالي أنهى الفريق في المركز الثالث في القسم المركزي الممتاز. في تصفيات الصعود، فاز النادي 1–0 على ريدديتش يونايتد (بعد وقت إضافي) في نصف النهائي، ثم تغلب على AFC تيلفورد يونايتد 1–0 في النهائي ليعود مباشرة إلى دوري الوطني الشمالي.

## الملعب
لعب نادي ليامينغتون في البداية على ملعب طريق تاشبروك الذي أُعيد تسميته لاحقًا إلى ملعب ويندميل نسبةً إلى الحانة المجاورة التي تحمل نفس الاسم. كان الملعب قد استُخدم سابقًا من قبل نادي ليميينغتون تاون، لكنه بيع إلى نادي كوفنتري سيتي مقابل 1,739 جنيهًا و6 شلنات و8 بنسات عند إغلاق النادي في عام 1937، حيث استخدمه كوفنتري ملعبًا لمباريات فريق «أ». بعد الحرب العالمية الثانية، اشترت شركة لوكهيد الملعب وبُنيت مدرجات مغطاة تكميلية للمدرجات القائمة. جُهز الملعب بأضواء في عام 1965 بعد استخدامها سابقًا في ملعب ماين رود. توسعت سعة الملعب تدريجيًا إلى 5,000 متفرج، منها 1,600 تحت المظلة و440 مقعدًا.
خلال موسم 1983–84، بيع الملعب لشركة التطوير العقاري أي سي لويد على الرغم من محاولات النادي شراء الموقع. لم تكلل بالنجاح الخطط لبناء ملعب جديد، وكذلك جهود الانتقال إلى ملعب إدمونسكوت لألعاب القوى. ونتيجة لذلك، توقف نشاط النادي مؤقتًا، وكان آخر لقاء في ملعب ويندميل في 16 أبريل 1988، وانتهى بالتعادل 2–2 مع فريق والسول وود أمام 500 متفرج. رغم حالة النادي، اشترى مجموعة من المشجعين قطعة أرض في هاربوري لين بمدينة ويتناش القريبة، وحولتها إلى ملاعب كرة قدم بدءًا من عام 1993. وبعد افتتاحه رسميًا في 1999 باسم ملعب ويندميل الجديد، استأنف النادي اللعب عام 2000. نُقلت أضواء الملعب، والمقاعد، ونظام الصوت من ملعب مانور (ملعب)أوكسفورد يونايتد، الذي أغلق عام 2001. في يوليو 2021، افتُتح مدرج جديد يتسع لـ198 مقعدًا وسُمي على اسم الرئيس الفخري ورئيس النادي السابق ميك برادي.
كان من المقرر انتقال النادي إلى ملعب جديد يتسع لـ5,000 متفرج في منطقة أوروبا واي مع بداية موسم 2022–23. اشترت الأرض في يناير 2019، وكان من المتوقع بدء البناء في خريف 2020، لكن المشروع تأخر، وبحلول يوليو 2022، ظل الموقع خاليًا. يتضمن الملعب الجديد، الذي تبلغ تكلفته 6 ملايين جنيه إسترليني، ملعبًا اصطناعيًا، ومرافق مؤتمرات، وضيافة، وصالة رياضية.

## الجماهير
جمعية المشجعين التي يديرها الجمهور تُسمى “صندوق بريكس” (The Brakes Trust)، وقد تأسست عام 2010 بعد اجتماع عام عقد في ديسمبر 2009.

## التشكيلة الحالية
آخر تحديث 29 نوفمبر 2024. 
ملاحظة: تشير الأعلام إلى المنتخب الوطني على النحو المحدد في قواعد الأهلية للفيفا. قد يحمل اللاعبون أكثر من جنسية واحدة غير تابعة للفيفا.
| الرقم | البلد    | المركز | اللاعب                  |
| ----- | -------- | ------ | ----------------------- |
| 1     | إنجلترا  | حارس   | كالوم هوكينز            |
| 2     | إسكتلندا | مدافع  | دان ميريديث             |
| 3     | إنجلترا  | مدافع  | جوش كوينور              |
| 5     | إنجلترا  | مدافع  | ثيو ستريت               |
| 6     | إنجلترا  | مدافع  | روب إيفانز              |
| 7     | إنجلترا  | مهاجم  | هنري لاندرز             |
| 8     | إنجلترا  | وسط    | آدم ووكر (كابتن الفريق) |
| 9     | إسكتلندا | مهاجم  | كالوم ستيوارت           |
| 10    | إنجلترا  | وسط    | جاك إدواردز             |

| الرقم | البلد   | المركز | اللاعب        |
| ----- | ------- | ------ | ------------- |
| 11    | إنجلترا | مهاجم  | تيم بيريدج    |
| 12    | إنجلترا | وسط    | ويل شورروك    |
| 14    | إنجلترا | مدافع  | جورج وارد     |
| 15    | إنجلترا | وسط    | هاري لويد     |
| 16    | إنجلترا | مدافع  | جياه مدرانو   |
| 17    | إنجلترا | وسط    | إيوان ويليامز |
| 18    | إنجلترا | وسط    | تيد رو        |
| 19    | إنجلترا | مهاجم  | أنطوني لين    |
| 20    | إنجلترا | حارس   | جاكوب هامفريز |

## الإنجازات
- دوري الجنوب
  - أبطال الدرجة الممتازة 1982–83، 2012–13
  - أبطال الدرجة الأولى - وسط ميدلاندز 2008–09
  - الفائزون بكأس الأبطال 1973–74، 1983–84
  - الفائزون بكأس الدوري 1973–74، 1983–84
- دوري ميدلاند
  - الأبطال 1964–65
- دوري غرب ميدلاند الإقليمي
  - الأبطال 1961–62، 1962–63
- تحالف ميدلاند
  - الأبطال 2006–07
  - الفائزون بكأس الدوري 2006–07
  - كأس جو ماكجوريان 2007–08
- تركيبة ميدلاند
  - أبطال الدرجة الممتازة 2004–05
  - أبطال الدرجة الثانية 2001–02
- كأس برمنغهام للكبار
  - الفائزون 1951–52، 1955–56، 1960–61، 1969–70، 1971–72، 2016–17، 2018–19، 2021–22.

## السجلات
- أفضل أداء في كأس الاتحاد الإنجليزي: الدور الثاني، 1977–78، 1978–79[7]
- أفضل أداء في كأس الرابطة للهواة: ربع النهائي، 1983–84[7]
- أفضل أداء في كأس فاز: ربع النهائي، 2006–07[8]
- الأكثر مشاركة: جيمس مايس، 420 مباراة[14]
- الهداف التاريخي: جوش بليك، 187 هدفًا[15]
- أعلى حضور جماهيري:
  - ملعب ويندميل: 3,500 متفرج أمام هيرفورد يونايتد (الفريق الاحتياطي)، نهائي كأس برمنغهام الكبرى، موسم 1950–51[16]
  - ملعب ويندميل الجديد: 2,131 متفرج أمام كوفنتري سيتي، مباراة ودية، 2 يوليو 2022[17]